# Potentilla sierrae-blancae
Potentilla sierrae-blancae är en rosväxtart som beskrevs av Elmer Ottis Wooton, Amp; Rydb. och Per Axel Rydberg. Potentilla sierrae-blancae ingår i Fingerörtssläktet som ingår i familjen rosväxter. Inga underarter finns listade i Catalogue of Life.